# Kryštof Daněk
Kryštof Daněk (* 5. ledna 2003) je český profesionální fotbalista, který hraje na pozici ofensivního záložníka za klub AC Sparta Praha a český národní tým do 21 let.

## Klubová kariéra
Daněk s fotbalem začal v lokálních Chválkovicích, odkud v roce 2015 přestoupil do Sigmy Olomouc. Týden působil na stáži v anglickém Nottinghamu Forest. Daněk patří mezi největší mladé talenty v České republice. V roce 2022 přestoupil do Pražské Sparty.

### Sigma Olomouc
V lednu 2020 se zapojil do přípravy prvního týmu Sigmy. Debutoval 26. května 2020 v utkání 25. kola na hřišti Slovácka, když v 72. minutě vystřídal Chytila. V základní sestavě poprvé nastoupil 28. června ve 3. kole nadstavby doma proti Karviné, ve 33. minutě získal pro Olomouc penaltu, kterou proměnil Juliš, a v 52. minutě přihrál Julišovi na další gól. V lednu 2021 se do historie Sigmy zapsal jako její historicky nejmladší střelec v samostatné české lize, gól Opavě vstřelil v 18 letech a 18 dnech. Začátkem června byl představen jako třetí posila pražské Sparty v letním přestupovém období.

### AC Sparta Praha
V červnu 2022 zahájil přípravu s týmem Sparty Praha. Hned v prvním přípravném utkání se trefil proti chorvatské Rijeke. Daněk se na podzim stal stálým členem základní sestavy a hned v prvním utkání trefil gól proti Liberci. Na jaře jeho forma upadla a spíše nastupoval za B-tým, kde dal dva góly největšímu rivalovi Slavii. V sezóně 2022/23 pomohl Spartě k zisku ligového titulu.

#### FK Pardubice (hostování)
Kvůli malému hernímu vytížení požádal Daněk Spartu v létě 2023 o hostování a v září odešel na půlroční výpůjčku do Pardubic, kde pokračoval i v létě. Poté se vrátil zpět do Sparty a zahájil s nimi přípravu na sezonu 2024/2025.